# Wilheim István
Wilheim István (? –) junior bajnok, kétszeres szlovák és magyar felnőtt bajnok magyar golfozó.
Magyarországon elsőként szerezte meg a Fully Qualified Professional címet. 2003-ban az év magyar golfozója, szakképzett golfoktató, golfedző.

## Sportpályafutása
1995-ben a Johnnie Walker Golf Classic Grand Tour ’95 elnevezésű versenysorozaton még junior versenyzőként a Netto B kategóriában az első helyet szerezte meg. 1998-ban a Johnnie Walker Classic Grand Tour ’98 versenysorzaton a Bükfürdőn rendezett Komondor Tours-kupáért versenyen 1. helyen végzett. Ugyanebben az évben a 
Postabank Birthday Cup versenyen a Brutto kategória legeredményesebb versenyzője volt. Néhány héttel később a Johnnie Walker Classic Grand Touron a Generáli-kupáért rendezett versenyen is az első helyen végzett a Bruttó-kategóriában, ezzel elnyerte a Johnnie Walker-különdíjat. 1999-ben a Johnnie Walker Golf Classic Grand Tour ’99 versenysorozaton a Bitburger Golf Classic versenyen Bükfürdőn a Netto A kategóriában és a Bruttó I kategóriában egyaránt az első helyet szerezte meg.
1999-ben junior fiú magyar bajnok címet szerzett. Ugyanebben az évben a Johnnie Walker Golf Classic Grand Tour ’99, döntőjében a Nettó A-kategóriában az első helyen végzett, a versenysorozat összetett végeredményében megszerezte a Bruttó A-kategória első helyét. Magyarország képviseletében vett részt 20 ország junior versenyzői között a Capri Teen’s Golf Trophy versenyen Biarritzban, ahol a 60 résztvevő között a 31. helyet szerezte meg.
2000-ben az amatőr országos bajnokságon a felnőttek mezőnyében a 3. helyen végzett. 2001-ben a Pepsi Golf Classic versenyen az abszolút győztes (Bruttó I.) címet szerezte meg. A Resort Golf Classic Grand Tour 2001 versenysorozat összetett bajnoka lett a Bruttó kategóriában.
2003-ban a Vodafone Golf Classic ranglistaversenyen Bükfürdőn az abszolút bajnoki címet szerezte meg. Ebben az évben a Magyar Kupa győztese, és országos amatőr bajnok. A Resort Classic Finalon az aranyérmet szerezte meg. 2003. évi eredményei alapján az Év legjobb golfozójának választották.
2004-ben a Tompos Imre-emlékversenyen pályarekord közeli eredménnyel a verseny abszolút győztese lett. 2009-ben ütötte első hole in one-ját a Royal Balaton Golf és Yacht Club egyéves fennállására rendezett versenyen.